# Пилюгин, Фёдор Сергеевич
Фёдор Сергеевич Пилюгин — советский деятель госбезопасности, генерал-майор.

## Биография
Родился в 1916 году в Ростове-на-Дону. Член КПСС.
В 1930—1934 гг. — ученик школы ФЗУ, слесарь Ростовского паровозоремонтного завода.
Окончил Таганрогский институт механизации сельского хозяйства, Высшую школу НКВД СССР.
В 1940—1941 гг. — начальник 3-го отделения УГБ Волковыского ГО НКВД, начальник КРО Волковыского ГО НКГБ.
В 1941—1943 гг. — старший уполномоченный ЭКО УНКВД Курской области, начальник Тербунского РО НКВД, старший оперуполномоченный 1-го отделения ЭКО, заместитель начальника 3-го отделения 4-го отдела УНКВД Курской области, начальник Шебекинского РО НКВД, начальник 5-го отделения 2-го отдела УНКВД Курской области.
Участник Великой Отечественной войны: руководитель партизанской группы НКВД «Западные», заместитель начальника оперативного участка НКВД по борьбе с польским повстанческим движением.
В 1944—1949 гг. — начальник 1-го и 5-го отделений 2-го отдела, начальник 4-го и 2-го отделов УНКГБ по Бобруйской области.
В 1949—1952 гг. — начальник 2-го отдела, заместитель начальника УМГБ по Брестской области.
В 1952—1956 гг. — советник КГБ СССР при органах безопасности Чехословакии.
В 1956—1969 гг. — председатель КГБ Абхазской АССР.
Постановлением Госсовета ПНР от 17.01.1964 за номером 0/27 был удостоен Серебряного Креста Virtuti Militari 5 степени.
В 1969—1976 гг. — заместитель председателя, в 1976—1978 гг. — первый заместитель председателя КГБ Грузинской ССР.
Умер после 1978 года.

## Награды
- Орден Октябрьской Революции
- Орден Отечественной войны I степени
- Орден Красной Звезды (дважды)
- Орден Знак Почёта